# Tormenta tropical Alberto (2006)
La Tormenta tropical Alberto fue la primera tormenta tropical de la temporada de huracanes del Atlántico de 2006. Se formó el 10 de junio en el noroeste del mar Caribe como depresión tropical, desplazándose al norte y después al noreste, y alcanzando un pico de intensidad de 110 km/h, antes de hacer entrada en tierra en el área Big Bend de Florida el 13 de junio. Alberto continuó moviéndose hacia el este, a lo largo de Georgia, Carolina del Norte, y Virginia (Estados Unidos) como depresión tropical, antes de ser extratropical el 14 de junio. La fuerza de Alberto fue difícil de pronosticar, ya que las predicciones oficiales del NHC y otros servicios locales, anunciaban que la tormenta no se intensificaría de manera especial. Sin embargo, cuando sus vientos alcanzaron los 110 km/h, los pronosticadores pensaron que la tormenta podría alcanzar la fuerza de un huracán, cosa que no sucedió finalmente debido a la cizalladura vertical en capas superiores que interactuaba con la tormenta.
Alberto produjo grandes lluvias en Florida, Carolina del Norte, y Virginia provocando inundaciones moderadas en algunas áreas. Si bien no hay todavía una estimación de pérdidas económicas, Alberto causó dos fallecimientos indirectos, uno por el accidente de una pequeña avioneta, y otro por ahogo. 